# Giants (The Stranglers)
Giants è il diciassettesimo album in studio del gruppo musicale britannico The Stranglers, pubblicato nel 2012.

## Tracce

### Edizione Standard
1. Another Camden Afternoon – 4:05
2. Freedom Is Insane – 6:20
3. Giants – 3:44
4. Lowlands – 3:16
5. Boom Boom – 3:24
6. My Fickle Resolve – 5:34
7. Time Was Once on My Side – 3:33
8. Mercury Rising – 3:39
9. Adios (Tango) – 4:41
10. 15 Steps – 4:58

### Edizione Deluxe
Disco 1
- Uguale al disco Edizione Standard

Disco 2Acoustic set convention 2011 live
1. Tits – 5:50
2. English Towns – 2:58
3. Southern Mountains – 3:33
4. European Female – 3:50
5. Instead of This – 4:34
6. Long Black Veil – 3:57
7. Dutch Moon – 4:15
8. My Fickle Resolve – 4:41
9. Don't Bring Harry – 3:49
10. Cruel Garden – 2:41
11. Mine All Mine – 3:38
12. Bitching – 4:37
13. Old Codger – 3:18
14. Sanfte Kuss – 2:50

## Formazione
- Jet Black – batteria, percussioni
- Jean-Jacques Burnel – basso, voce
- Dave Greenfield – tastiera, voce
- Baz Warne – chitarra, voce